# Iziumśke
Iziumśke (ukr. Ізюмське) – wieś na Ukrainie, w obwodzie charkowskim, w rejonie iziumskim. W 2001 liczyła 694 mieszkańców, spośród których 627 posługiwało się językiem ukraińskim, 64 rosyjskim, 1 węgierskim, 1 białoruskim, a 1 innym.